# Ель-Ахмаді
Ель-Ахмаді (араб. الاحمدي) — мухафаза у Кувейті з центром в однойменному місті.

## Географія
Мухафаза Ель-Ахмаді на півночі межує з провінціями Мубарак-аль-Кабір та Ель-Фарванія, на північному заході — з провінцією Ель-Джахра, на півдні та заході — з Саудівською Аравією. На сході омивається водами Перської затоки.
Провінція славиться своїм рослинним світом та британською архітектурою.

## Райони (мінтака)
- Абу-Халіфа
- Аль-Укайла
- Дахер
- Джабір-Аль-Алі
- Ель-Ахмаді
- Ель-Вафра
- Ель-Фухайхіль
- Манкаф
- Махбула
- Рекка
- Сабах-ель-Ахмад
- Фінтас
- Хадійя
- Шубайя

## Економіка
На території Ель-Ахмаді розміщено кілька заводів з очищення кувейтської нафти, вони складають основу економіки регіону.
Основні порти провінції:
- Еш-Шуайба
- Міна-ель-Ахмаді (головний нафтовий порт)